# Antal Dovcsák

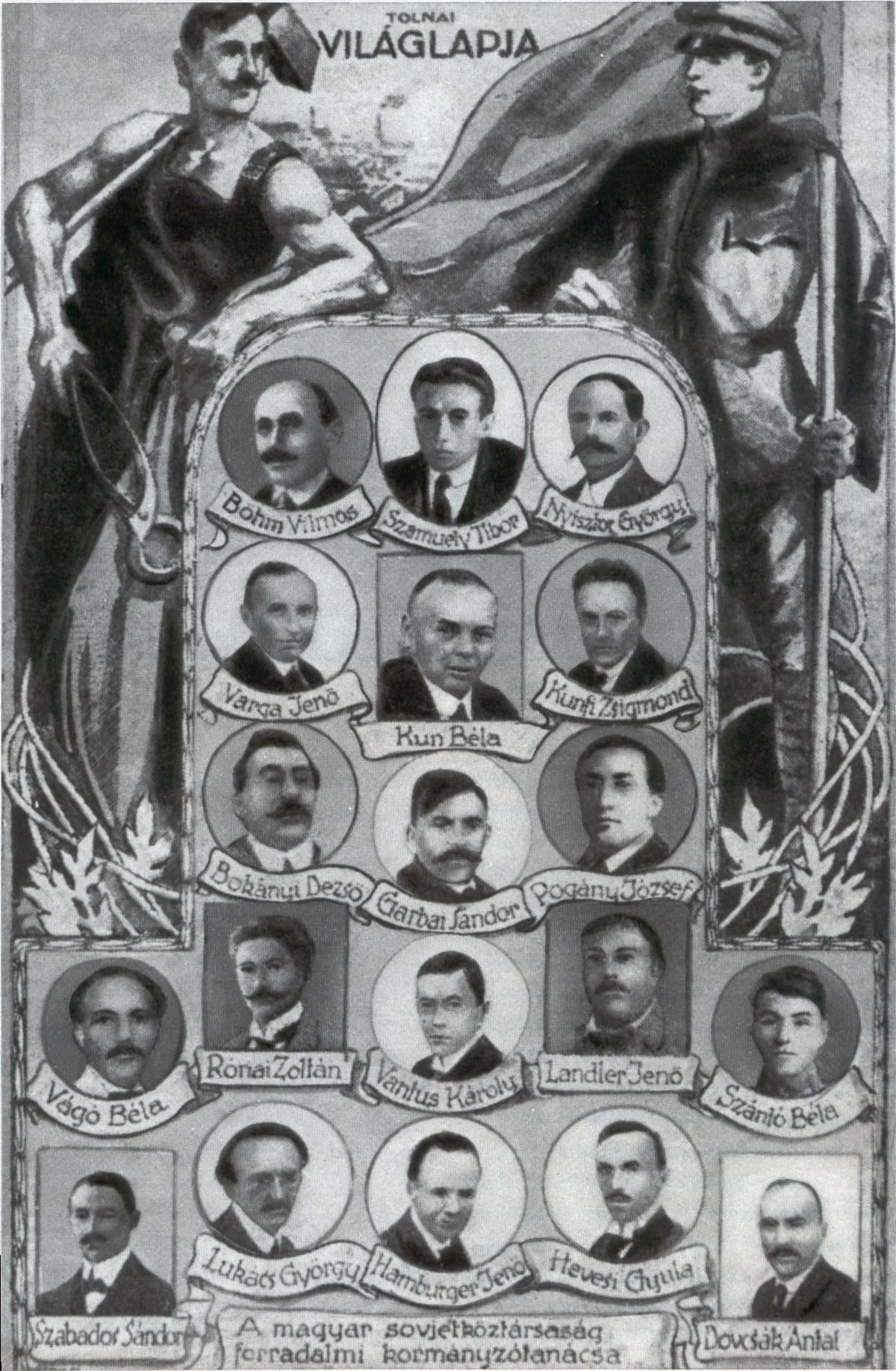
Rząd Węgierskiej Republiki Rad. Antal Dovcsák w prawym dolnym rogu.

Antal Dovcsák (ur. 11 marca 1879 – zm. 1962) – węgierski polityk komunistyczny, wicepremier kraju w czasie istnienia Węgierskiej Republiki Rad.
Przed rozpoczęciem kariery politycznej był prezesem federacji pracowników zakładów metalowych.
Po założeniu Węgierskiej Republiki Rad związał się z rządzonymi wówczas komunistami. Pełnił funkcję wicepremiera w rządzie Węgierskiej Republiki Rad. W dniach 1-6 sierpnia 1919 zajmował stanowisko ministra handlu w krótkotrwałym rządzie Gyuli Peidla. 
Po wkroczeniu wojsk rumuńskich do Budapesztu aresztowany, w 1922 wydalony przez rząd Horthego do Rosji Sowieckiej w ramach wymiany więźniów politycznych. W 1923 skierowany przez Komintern do Austrii, gdzie prowadził działalność związkową.